# 숙삼란군
숙삼란군(태국어: สุขสำราญ)은 라농주의 행정 구역이다. 이 지역의 총 인구 수는 2005년 기준으로 11046명이다. 인구 밀도는 28.0km2이다.

## 역사
이 구역은 1992년 4월 1일에 카포에 구역의 남쪽 부분을 분리하여 만들어졌다. 2007년 5월 15일, 81개 소구역 모두가 전체 구역으로 승격되었다. 8월 24일에 승격이 공식화되었다.

## 행정 구역
| 번호 | 지명     | 태국어 지명 | 빌리지 | 인구  |  |
| ---- | -------- | ----------- | ------ | ----- |  |
| 1.   | Nakha    | นาคา        | 7      | 5,592 |  |
| 2.   | Kamphuan | กำพวน       | 6      | 5,454 |  |

|  | 이 글은 지리에 관한 토막글입니다. 여러분의 지식으로 알차게 문서를 완성해 갑시다. |